# بونسيانو ليفا
بونسيانو ليفا (بالإسبانية: Ponciano Leiva)‏ (و. 1821 – 1896 م) هو سياسي من .
وهو عضو في الحزب الوطني .